# Люблінське Спасо-Преображенське братство
Люблінське Спасо-Преображенське братство — національно-релігійна громадська організація православних руських (українських) шляхтичів та міщан Любліну з кінця XVI до початку XVIII ст.

## Історія

### Передумови
З раннього середньовіччя у Любліні існувала руська (українська) громада. Місцева православна спільнота мала в Любліні свою святиню — церкву Преображення Господнього (Спаса), яка стояла «…на Чвартку, на горі при гостинцю Литовському і Руському». З моменту приєднання цих земель до королівства Польського розпочалися конфлікти між православною та католицькою громадами. Є згадка про те, що в 1560—1579 роках при церкві Спаса побудовано невеликий монастир.
З різних джерел відомо стосовно суперечки між православною парафією та парохом сусіднього римо-католицького костелу св. Миколи на Чвартку про лан (волоку) землі, розташований між церквою й костелом. Саме з цих документів знаємо імена парохів Спасо-Преображенської церкви в XVI ст.: першим названим священиком був Григорій, який судився за якесь «Юрковське поле», забране латинським парохом. В цих документах говориться також про різні кривди «церковних людей», а також про те, що жиди вибирають землю з-під гори, на якій стоїть церква, що загрожує її заваленням.

### Заснування
Люблінське братство, яке виникло як одне з перших у королівстві Польському, було засноване православними міщанами. Грамоту на заснування надав 28 червня 1594 року Київський митрополит Михайло (Рогоза). В літературі часно зустрічається помилкова дата заснування у січня 1586 року. Це пов'язано з тим що в митрополичій Грамоті Люблінське братство має діяти за тими сами правилами що і Львівське (а також Віленське братство), і відповідно на Люблінське братство перенесли дату січня 1586 року коли патріарх Антіохійський Йоаким затвердив Статут Львівського братства. 
Грамоту, видану для люблінських міщан Леонтія Афанасовича, Стефана Желеховича, Трохима Олешковича, Олекшія Молмоцького, Андрія Лукяновича, Олекшія Васковича на діяльність цього братства, видав 28 червня 1594 році київський митрополит Михайло Рогоза, чим затвердив його статут. На це йому дав дозвіл синодом єпископів у Бересті 24 червня 1594 року. Митрополичу грамоту підтвердив 22 квітня 1596 року польський король Сиґізмунд III під час вального сейму у Варшаві. А князь Юрій Чорторийський у 1599 році надав дарчу церкві на ім'я священика о. Сави Петровича.
Парохами люблінської церкви були тоді такі видатні священики, як Петро Паський, автор книги пояснень і поученій для народу, або його молодший син Сава. Саме Сава Паський зробив перший переклад «Номоканону» (збірник церковних канонів), який був значно виправлений і відповідав грецькому оригіналові. Також складав промови давньоукраїнської мовою.
Завдяки авторитетові, який здобув Сава Паський, до люблінського братства в 1601 році ввійшло чимало представників знаменитих руських родів, зокрема князі: Костянтин Острозький, Григорій Сангушко-Каширський, Яким Корецький, Павло Друцький-Любецький, Юрій Чорторийський, Григорій Четвертинський. Брати князі Острозькі подарували також тоді для люблінської церкви ікону Богоматері, яку назвали «Люблінською». Надавав допомогу Ярофій Романович Гостський.

### Боротьба з уніатами
Невдовзі після укладання Берестейської релігійної унії у 1596 році розпочато боротьбу з унійним ієрархами за Спасо-Преображенську церкву. Останнім сприяла католицька церква та війти Любліна. Намагаючись перейняти Спасо-Преображенську церкву, уніати не раз судилися з православними в люблінському Трибуналі. Братство також мобілізувало свої сили, дістаючи допомогу від холмського православного єпископа Паїсія Черхавського і київського митрополита Іова Борецького, котрі надсилали до Любліна визначних православних вчених Касіяна Саковича (у 1625—1627 роках очолював братство) і Теофіла Леонтовича. Вони радили і допомагали Люблінському братству, а також були викладачами братської школи.
1601 року заяву волинської шляхти про готовність підтримувати Люблінське братство підписали луцький земський писар Михайло Гулевич-Воютинський, Андрій Гулевич, Михайло Гулевич і Юрій Гулевич, судич земський київський Матвій Немирич.
В березні 1633 року в Кракові відбувався коронаційний сойм, на якому новообраний король Владислав IV визнав існування православної церкви і погодився на відродження церковної ієрархії, а також видав низку привілеїв, в яких підтвердив права православних. Два з них стосувалися Люблінської церкви. В першому привілеї король вилучав Люблінську парафію з-під юрисдикції холмського уніатського єпископа, в другому натомість взяв люблінську церкву під свою особисту опіку.
Спираючись на ці королівські привілеї, новий київський митрополит Петро Могила, вертаючи з Кракова до Києва, заїхав до Любліна і 5 (15) березня 1633 року, висвятив нову муровану Спасо-Преображенську церкву.
Проте становище православних у Любліні не набагато покращилось. Вже за два роки після освячення уніати силою забирають церкву і монастир. Цей акт в 1638 році санкціонував король Владислав IV. Проти захоплення православних святинь уніатами запротестувала в 1639 році на своїх соймиках руська (українська) шляхта, домагаючись їх повернення. Серед перечислених церков на першому місці стояла Люблінська церква. Король Владислав IV прислухався до цих вимог і спеціальним універсалом наказав люблінському старості Юрію Оссолінському повернути церкву Спаса братству, що й було зроблено, але лише в 1640 році. Але у 1645 році церкву знову захопили уніати.
У 1649 році за одним з пунктів Зборовської угоди між королем Яном II Казимиром та Богданом Хмельницьким, Спасо-Преображенську церкву повинно було передати братству, що й було зроблено у 1650 році. Втім після битви при Берестечку 1651 року уніати перейшли у наступ. У 1652 році люблінський староста Миколай Потоцький відібрав у братства церкву, передавши її уніатам. У 1655 році братство ще раз повернуло собі церкву після захоплення міста українськими козаками. Але вже наступного року церкву братство знову втратило церкву. У 1658 році в рамках реалізації Гадяцької угоди православні в останній раз повернули собі Спасо-Преображенську церкву.

### Перехід в унію
Уніати, завдяки сприянню влади, значно зміцнили свої позиції з 1660-х років. В Любліні у православних відбирають значну частину церковної землі. Наступає також занепад братства, яке послабило свою діяльність. Важка ситуація була також у сусідньому монастирі. Зростаючі уніатські впливи в парафії видно зокрема на основі церковного пом'янника з 1674—1703 років, де поступово з'являється все більше записів польською мовою.
Наприкінці XVII ст. уніати переймають вже останні православні церкви. У Любліні більшість парафіян та монахів місцевого монастиря прийняли уніатство щойно в 1695 році. Від 1695 року в Любліні при Спасо-Преображенській церкві існувала уніатська парафія, яка належала до холмської уніатської єпархії, а також василіанській монастир. Саме заходами монахів цього монастиря в 1752 році при парафії було покликано уніатське братство св. Онуфрія (своїм завданням ставило воно, між іншим, протидію впливам монастиря св. Онуфрія в Яблочині, який ніколи не відрікся православ'я). 1753 року братство отримало від папи Бенедикта XIII буллу з індульгенцією. Уніатською церква лишилася до 1875 року.
Після перейняття церкви Спаса уніатами частина братчиків у Любліні лишилася православними. Є окремі відомості, що 1752 року в Любліні продовжувало існування православне братство, проте достеменно невідомо при якій церкві або монастирі.

## Діяльність
Люблінське братство зорганізоване було за взірцем Львівського Успенського братства. Діяльність люблінського братства не обмежувалось виключно до суто релігійних питань — воно створило притулок для бідних та лікарню для хворих, а також братську школу.
Важливим завданням, яке постало перед братством і всією православною спільнотою Любліна, була негайна потреба побудувати нову церкву. Стара, дерев'яна, згоріла в 1587 році. Від неї лишився тільки іконостас. Будувати нову церкву почали вже в наступному, 1588 році, невідомо коли її завершено. Напевне десь на початку 1590-х років. Існування церкви в Любліні близько 1620 року підтверджує автор монографії Любліна В.Зєлінський.
Будову нової, мурованої, церкви братство розпочало в 1607 році. В знайденій під час ремонту церкви в 1839 році за однією з ікон рукописній книжечці дослідниками знайдено відомості, за якими Люблінське братство збудувало цю церкву завдяки допомозі «…благочествих, Христолюбивих вельможних панов шляхтичей, обивателей воєводства київського, волинського і брацлавського і іних многих благочестивих людей», а саме Острозьких, Четвертинських, Сангушко, Корецьких, Чорторийські. Остаточно завершено з 1633 року.

### Школа
Засновано наприкінці 1590-х років. Значну допомогу в організації школи надав київський митрополит. К. Сакович і Т.Леонтович були викладачами цього навчального закладу. Маючи таких вчителів, школа мусила стояти на високому рівні. В 1634—1636 роках Т. Леонтович був навіть ректором цієї школи. З його записок знаємо, що привіз він із собою пару десятків цінних церковних книг, які збагатили братську бібліотеку. Школі бібліотека діяли до кінця XVII ст.